# گل‌مگس مارمالاد
گل‌مگس مارمالاد (نام علمی: Episyrphus balteatus) گونه‌ای گل‌مگس است. طول این گونه ۹ تا ۱۲ میلی‌متر است.

## نگارخانه

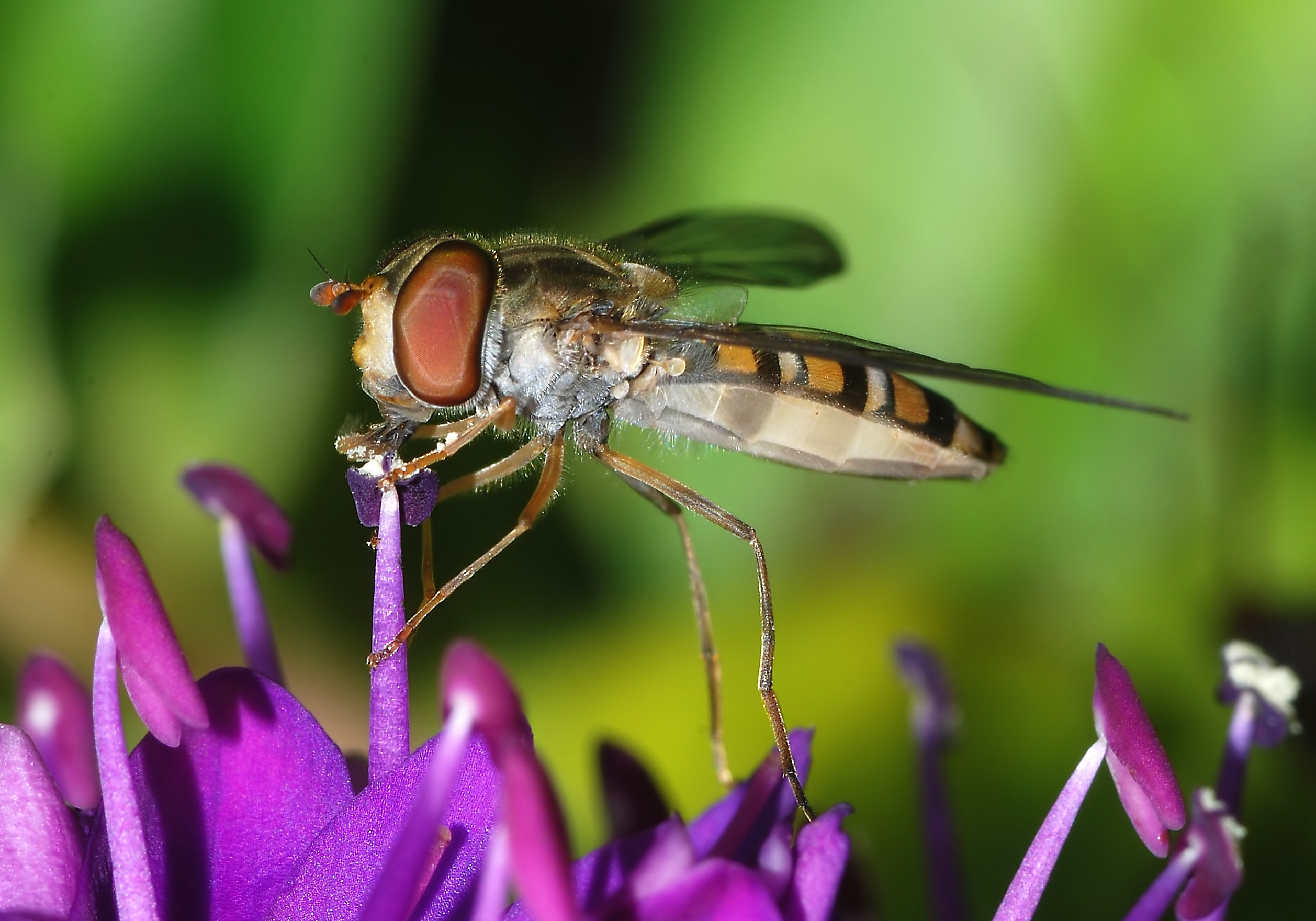
ماده در حال تغذیه بر روی یک گونه گل
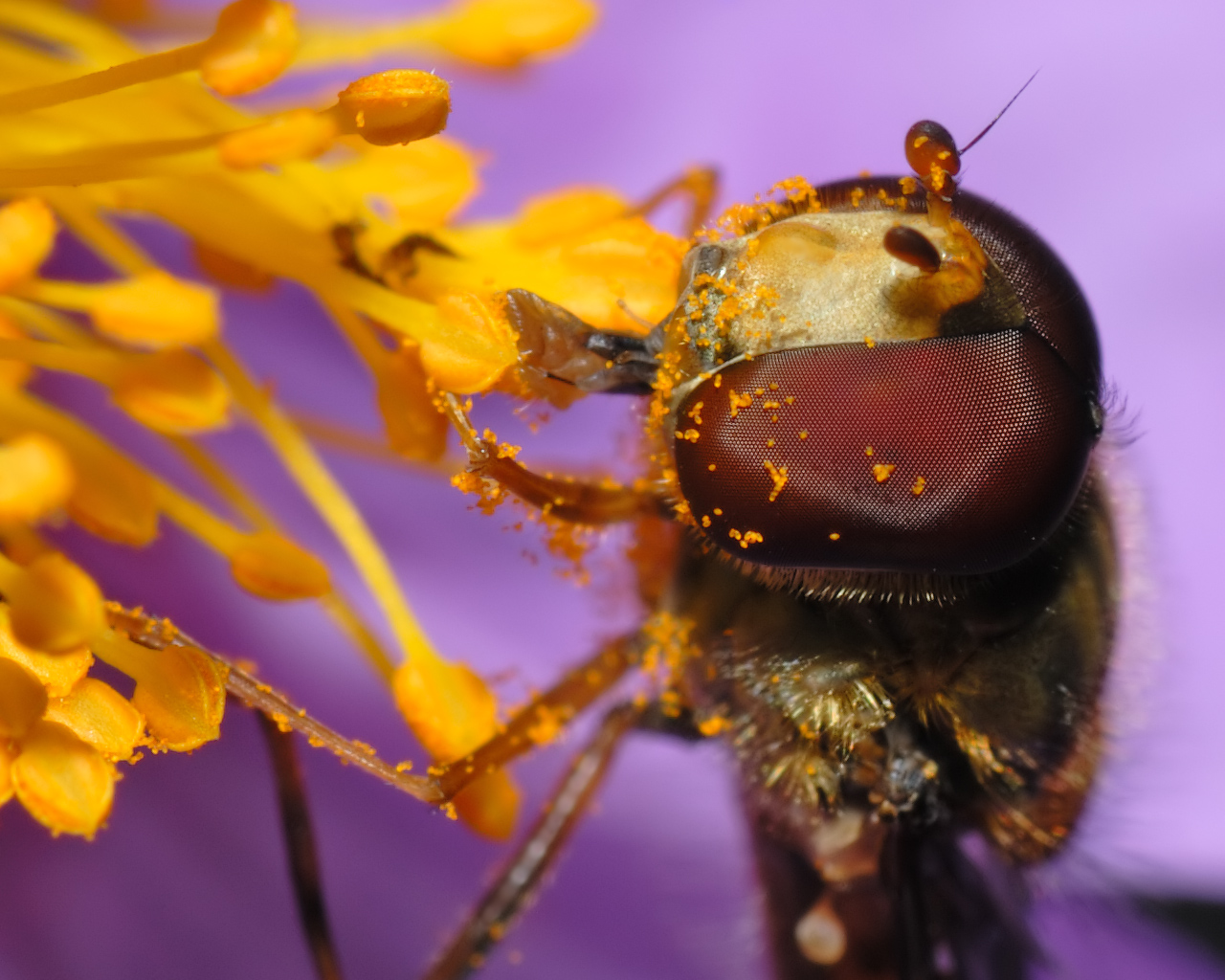
نمای نزدیک از گل‌مگس مارمالاد که سر و دست‌هایش آغشته به گرده گل است.